# Plectris pruina
Plectris pruina är en skalbaggsart som beskrevs av Hermann Burmeister 1855. Plectris pruina ingår i släktet Plectris och familjen Melolonthidae. Inga underarter finns listade i Catalogue of Life.